# Homohuwelijk in België

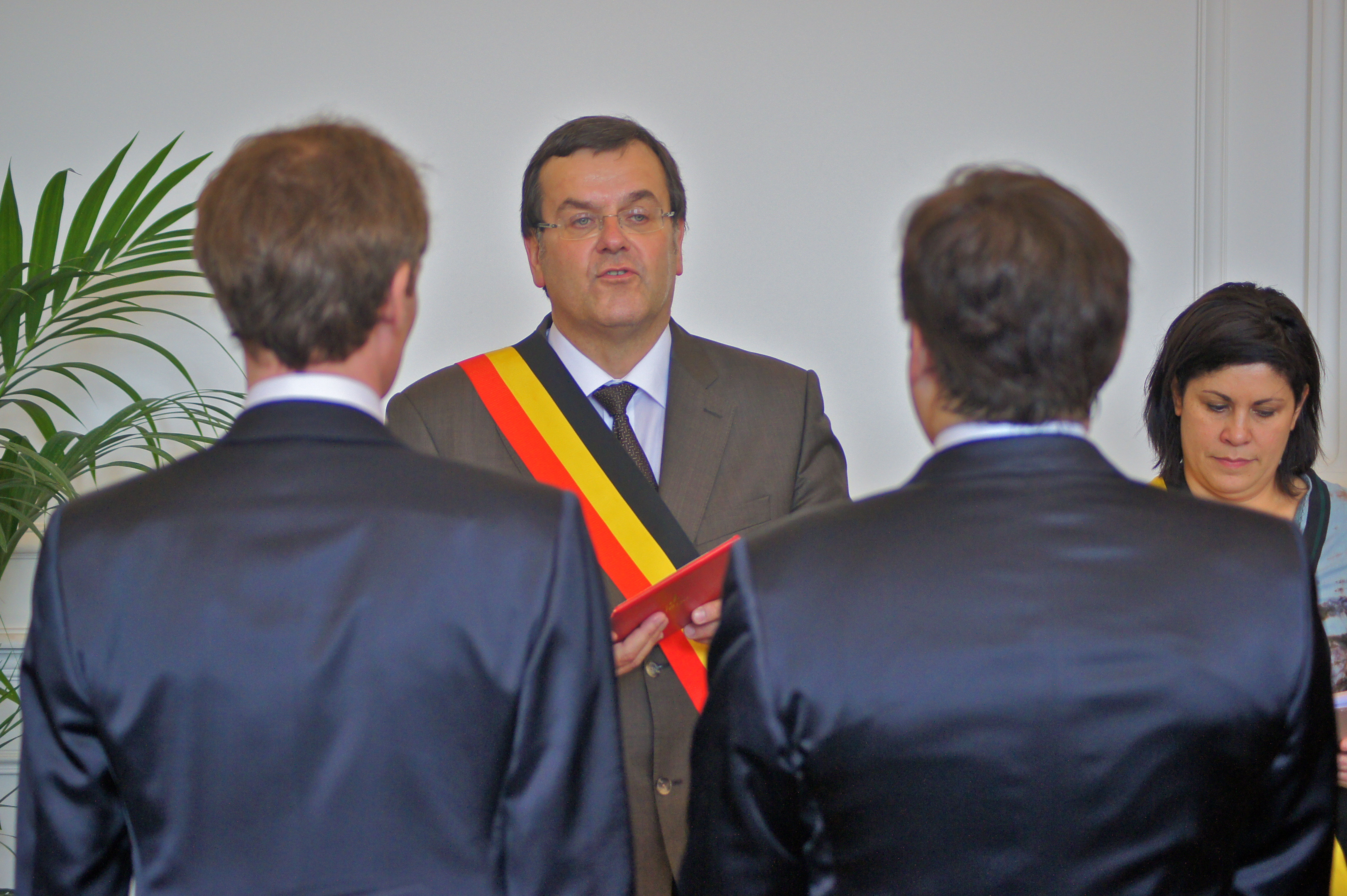
Homohuwelijk in 2013 in het stadhuis van Luik, door burgemeester Willy Demeyer

Sinds 1 juni 2003 is België het tweede land ter wereld (na Nederland) waar twee personen van hetzelfde geslacht in het burgerlijk huwelijk kunnen treden op basis van de wet van 13 februari 2003 tot openstelling van het huwelijk voor personen van het hetzelfde geslacht. Het Belgisch huwelijk werd met andere woorden geslachtsonzijdig.

## Invoering
Bij de invoering van het homohuwelijk stemden in de Kamer enkel de socialisten, de groenen en Spirit unaniem voor.
Vrijwel alle VLD-kamerleden stemden voor. Enkel Jef Valkeniers onthield zich. Bij de MR stemde de meerderheid tegen: negen kamerleden stemden tegen en zes kamerleden voor.
De CD&V stemde grotendeels voor. Bij de Vlaamse christendemocraten waren er drie onthoudingen: die van Tony Van Parys, Herman Van Rompuy en Luc Goutry. De cdH stemde verdeeld. Er waren vier onthoudingen en twee tegenstemmen (André Smets en Josy Arens).
Twee N-VA'ers stemden voor (Karel Van Hoorebeke en Danny Pieters), één tegen (Frieda Brepoels).
De volledige Vlaams Blok-fractie en Daniel Feret (FN) stemden tegen. 

## Kenmerken van het Belgische homohuwelijk
De term homohuwelijk wordt in de volksmond in feite ten onrechte gebruikt, want voor de Belgische wet is de seksuele geaardheid van de huwelijkspartners volstrekt irrelevant. Enkel het geslacht determineert het huwelijksrecht. Zo is bijvoorbeeld een Belgisch huwelijk dat afgesloten wordt tussen twee heteroseksuele vrouwen perfect rechtsgeldig.
In principe gelden dezelfde rechten en plichten als bij een "klassiek" huwelijk (personen van verschillend geslacht).
Er blijft echter een verschil met het huwelijk afgesloten tussen een man en een vrouw: de regels voor het vaststellen van het vaderschap (artikel 315 van het Belgisch burgerlijk wetboek) zijn niet van toepassing op een huwelijk tussen personen van hetzelfde geslacht. Dit heeft concreet tot gevolg dat als een van de echtgenoten een kind erkent, of een van de echtgenotes een kind baart, dat de echtgenoot/echtgenote (van hetzelfde geslacht) niet automatisch mede-ouder wordt. Slechts één man en één vrouw kunnen vader respectievelijk moeder zijn op grond van de oorspronkelijke afstamming. Sinds de openstelling van adoptie voor mensen van hetzelfde geslacht kan de mede-echtgenoot met kind op die manier dus wél een afstammingsband creëren. Zo ontstaat er echter een feitelijke ongelijkheid tussen het huwelijk aangegaan door personen van verschillend geslacht en dat aangegaan tussen personen van hetzelfde geslacht: een adoptieprocedure doorlopen is vaak niet eenvoudig. Deze regeling werd echter opgeheven voor koppels met twee vrouwen met de wet houdende de vaststelling van de afstamming van de meemoeder. 
Op 20 april 2006 werd in België ook adoptie door mensen van hetzelfde geslacht wettelijk geregeld. Voor die tijd dienden adoptanten ‘van ongelijk geslacht’ te zijn. Door de schrapping van die bepaling werd de adoptiewet ook toepasbaar op paren van gelijk geslacht.

### Internationale erkenning van het homohuwelijk
Sinds 24 januari 2004 is het door een omzendbrief van minister Onkelinx ook mogelijk dat een van de partners uit een land komt waar het homohuwelijk nog niet is ingevoerd. Deze regeling is later ook door de wet bevestigd (Wetboek Internationaal privaatrecht).

## Uitvoering
Het eerste homohuwelijk in België werd in Kapellen op 6 juni 2003 gesloten tussen Marion Huibrechts en Christel Verswyvelen. In 2004 werden er in België 1069 huwelijken gesloten tussen mensen van hetzelfde geslacht. In 2007 waren er dat 1150. Telkens werden er iets meer afgesloten tussen twee mannen dan tussen twee vrouwen.
In 2023 werd het homohuwelijk opgenomen in de Canon van Vlaanderen.